# Henri de Carrion-Nizas (1661-1754)
Pour les articles homonymes, voir Henri de Carrion-Nizas, Carrion et Nizas.
Henri de Carrion, marquis de Nizas, est un lieutenant général né en 1661 dans le Languedoc et mort en 1754.

## Biographie
Colonel du régiment des Fusiliers de Carrion-Nisas, il se distingue dans la guerre de la Ligue d'Augsbourg au siège de Barcelone, 1697. Dans le cadre de la guerre de Succession d'Espagne il se trouve à la bataille de Luzzara en  1702, à la défense Toulon contre les Impériaux en 1707 en tant que colonel du régiment de Thiérache, puis il est nommé lieutenant de roi en Languedoc. On lui doit l'établissement des cantonniers sur les grandes routes et plusieurs écrits.

## Sources
Cet article comprend des extraits du Dictionnaire Bouillet. Il est possible de supprimer cette indication, si le texte reflète le savoir actuel sur ce thème, si les sources sont citées, s'il satisfait aux exigences linguistiques actuelles et s'il ne contient pas de propos qui vont à l'encontre des règles de neutralité de Wikipédia.